# Souvenir d'Italie (film)
Souvenir d'Italie è un film del 1957 diretto da Antonio Pietrangeli.

## Trama
Riviera Ligure di Levante. Margaret è una ragazza inglese che viaggia a bordo di una MG bianca. Dopo una disavventura con alcuni ciclisti, incontra Hilde e Josette, una tedesca e una francese, che viaggiano in autostop. Le tre ragazze continuano insieme il loro viaggio; ma essendo rimaste senza benzina, spingono per errore la macchina in mare. Vengono poi trasportate dai carabinieri in jeep a Portofino.
Dopo un comprensibile momento di scoramento, Margaret viene convinta dal console inglese di Portofino a continuare il viaggio con le sue nuove compagne. Giunte a Venezia, dove un conte offre loro ospitalità nel suo palazzo, le ragazze equivocano la situazione e credono di essere capitate in un costoso albergo. Chiarito l'equivoco dal quale si congedano presto per proseguire il loro viaggio, dirigendosi a Bologna. Durante una visita in un luogo artistico di Bologna (la guida è interpretata da un giovane Dario Fo) Margaret incontra il professor Parenti, che ha conosciuto in Inghilterra, dove questi era stato trasferito come prigioniero di guerra: tra i due era nato allora un sentimento d'amicizia, che la ragazza non ha dimenticato.
A Firenze, Josette conosce Sergio, giovanotto intraprendente e fanfarone, che abbandona la matura amante per mettersi con lei. Ma prima di lasciare la sua ex, l'aveva derubata, così la denuncia della signora lo raggiunge a Pisa, rovinandogli i piani sentimentali. Intanto Hilde si "scontra" e poi s'innamora del romano Gino. Quanto a Josette, incontra un giovane avvocato. Nell'edizione italiana Margaret invece ha subito una grossa delusione: il suo amore non era ricambiato; decide quindi di tornare in Inghilterra e, poco prima di salire sull'aereo, incontra un giovane compaesano che non vedeva da tempo, facendo presagire una nuova storia d'amore.
Nell'edizione inglese, "It Happened in Rome", in una scena non inclusa quindi nell'edizione italiana e non doppiata, l'amore italiano dell'inglese Margaret, il maturo professore di Storia dell'Arte, interpretato da Massimo Girotti la ritrova proprio sull'aereo di ritorno.  Anche Hilde e Josette si congedano dai loro fidanzati, promettendo però di ritornare al più presto.

## Luoghi del film
All'inizio del film si vedono varie zone della Liguria: Diano Marina, Ventimiglia e Finale Ligure. Si vedono molti scorci e paesaggi dell'Alto Garda trentino. L'azione si sposta quindi in altre zone d'Italia, Venezia, Bologna, Firenze, Pisa e Roma.

## Colonna sonora
Musiche di Lelio Luttazzi. Nel film si ascolta l'omonima canzone del 1955, composta dal citato Luttazzi (musica), Giulio Scarnicci e Renzo Tarabusi, originalmente - ma non in questo film - eseguita da Jula de Palma e re-interpretata all'estero da vari altri cantanti, fra i quali Perry Como.

## Critica
«Briosa commediola...» **